# Escape de cloro en Aqaba
El 27 de junio de 2022, se produjo una fuga de gas tóxico en el puerto de Aqaba, Jordania, cuando un contenedor que transportaba 25 toneladas de cloro cayó desde una grúa sobre un barco atracado y se rompió. El incidente mató al menos a trece personas e hirió a más de 265 personas.

## Accidente
El 27 de junio de 2022, a las 16:15 hora local, una grúa estaba cargando uno de varios contenedores de almacenamiento de productos químicos presurizados en el buque portacontenedores Forest 6 para exportarlo a Yibuti. El sistema de cableado de la grúa falló y un contenedor, que contenía alrededor de 25 toneladas (55 000 lb) de cloro, cayó sobre el barco y se rompió, lo que provocó que el químico reventara del contenedor. Una nube de gas amarillo brillante se extendió por todo el puerto mientras la gente huía. Este accidente causó trece muertos y 265 heridos en el puerto.
Según Haj Hassan, subjefe de la Autoridad Portuaria de la Región de Aqaba, "una cuerda de hierro que transportaba un contenedor que contenía una sustancia tóxica se rompió, lo que provocó la caída y el escape de la sustancia venenosa". El barco estaba esperando para cargar 20 contenedores adicionales con un alto porcentaje de cloro. Un video del incidente fue publicado en Twitter por la televisión estatal jordana y otro por el periódico Al Ghad.

## Investigación
El Primer Ministro Bisher Al-Khasawneh instruyó al Ministro del Interior para que dirigiera una investigación sobre el accidente. Posteriormente, el Primer Ministro informó a la cabina que la investigación reveló “una gran deficiencia y negligencia en los protocolos de seguridad para el manejo de materiales peligrosos en el puerto de Aqaba”. Como resultado, altos funcionarios del puerto, incluido el director general de la empresa estatal Aqaba Company de Operación y Gestión de Puertos y otros funcionarios portuarios fueron despedidos de sus servicios. Habían delegado tareas críticas relacionadas con la seguridad a personal no capacitado.
La investigación reveló que el accidente fue causado por la "falta de conformidad" de la clasificación de carga de la eslinga de carga con el peso de la carga. La eslinga de cable de acero tenía una capacidad nominal de 8,5 toneladas, pero se usó para izar cuatro contenedores de cloro de 25 toneladas desde el muelle hasta el barco en una fila antes de que se rompiera. El cable se partió mientras se cargaba el quinto contenedor que pesaba 28,9 toneladas. El ministro del Interior, Mazin Abdellah Hilal Al Farrayeh, afirmó que los resultados de la investigación se entregarán al fiscal.